# Eperrais
Eperrais és un municipi francès situat al departament de l'Orne i a la regió de Normandia. L'any 2007 tenia 116 habitants.

## Demografia

### Població
El 2007 la població de fet d'Eperrais era de 116 persones. Hi havia 52 famílies de les quals 16 eren unipersonals (16 homes vivint sols), 20 parelles sense fills i 16 parelles amb fills.
La població ha evolucionat segons el següent gràfic:
Habitants censats

### Habitatges
El 2007 hi havia 70 habitatges, 54 eren l'habitatge principal de la família, 14 eren segones residències i 2 estaven desocupats. 68 eren cases i 2 eren apartaments. Dels 54 habitatges principals, 35 estaven ocupats pels seus propietaris, 17 estaven llogats i ocupats pels llogaters i 1 estava cedit a títol gratuït; 1 tenia una cambra, 6 en tenien dues, 8 en tenien tres, 18 en tenien quatre i 20 en tenien cinc o més. 34 habitatges disposaven pel capbaix d'una plaça de pàrquing. A 31 habitatges hi havia un automòbil i a 20 n'hi havia dos o més.

### Piràmide de població
La piràmide de població per edats i sexe el 2009 era:
| Homes | Edats   | Dones |
| ----- | ------- | ----- |
| 0     | 95 o +  | 0     |
| 0     | 90 a 94 | 4     |
| 4     | 85 a 89 | 4     |
| 0     | 80 a 84 | 4     |
| 4     | 75 a 79 | 0     |
| 4     | 70 a 74 | 8     |
| 0     | 65 a 69 | 0     |
| 0     | 60 a 64 | 4     |
| 4     | 55 a 59 | 0     |
| 12    | 50 a 54 | 8     |
| 4     | 45 a 49 | 0     |
| 0     | 40 a 44 | 4     |
| 0     | 35 a 39 | 0     |
| 4     | 30 a 34 | 0     |
| 4     | 25 a 29 | 8     |
| 4     | 20 a 24 | 4     |
| 0     | 15 a 19 | 8     |
| 4     | 10 a 14 | 0     |
| 0     | 5 a 9   | 0     |
| 4     | 0 a 4   | 4     |

## Economia
El 2007 la població en edat de treballar era de 72 persones, 54 eren actives i 18 eren inactives. De les 54 persones actives 49 estaven ocupades (25 homes i 24 dones) i 5 estaven aturades (2 homes i 3 dones). De les 18 persones inactives 11 estaven jubilades, 4 estaven estudiant i 3 estaven classificades com a «altres inactius».

### Ingressos
El 2009 a Eperrais hi havia 46 unitats fiscals que integraven 97 persones, la mediana anual d'ingressos fiscals per persona era de 15.481 €.

### Activitats econòmiques
Dels 5 establiments que hi havia el 2007, 2 eren d'empreses de construcció, 1 d'una empresa d'hostatgeria i restauració, 1 d'una empresa de serveis i 1 d'una empresa classificada com a «altres activitats de serveis».
Dels 2 establiments de servei als particulars que hi havia el 2009, 1 era una fusteria i 1 restaurant.
L'any 2000 a Eperrais hi havia 13 explotacions agrícoles.

## Poblacions més properes
El següent diagrama mostra les poblacions més properes.